# Wifredo Pi
Wifredo Pi (Rocha, Uruguay, 17 de septiembre de 1893 - Montevideo, 1970) fue un escritor y crítico literario uruguayo. 

## Biografía
Wifredo Francisco Pi nació en la ciudad de Rocha, Uruguay en 1893 y fueron sus padres Francisco de Paula Pi y Virginia Camaño. 
Se inició a la actividad literaria publicando artículos en revistas de su ciudad natal como Revista Rochense, La Juventud y La Libertad.
Llegó a Montevideo para continuar con sus estudios que no concluyó, incorporándose, en cambio, a las redacciones de las revistas y diarios de Montevideo como La Razón y El Telégrafo. También colaboró en las revistas de Buenos Aires: Ideas y Figuras, Nosotros y Mundo Argentino
Publicó crítica literaria bajo el seudónimo W.P. en la revista de letras y artes Pegaso que fuera dirigida por César Miranda y José María Delgado.

## Obras
- Los clásicos de la lírica gauchesca (1917)
- Una realidad internacional. El Doctor Baltasar Brum y la política exterior (1918)
- Semblanza literaria de Vicente Salaverri (1918)
- El sendero ilusorio (1920)
- El libro fragmentario (1930)